# 加藤憲 (お笑い芸人)
加藤 憲（かとう けん、1976年12月27日 - ）は、ソニー・ミュージックアーティスツ所属の日本のお笑い芸人。東京都小平市出身。日本大学明誠高等学校、帝京大学経済学部経済学科卒業。かつてはプロダクション人力舎、太田プロダクションに所属していた。

## 略歴

### プロダクション人力舎時代
1998年にスクールJCAへ7期生として入学し、卒業後はプロダクション人力舎に所属。当初はコンビ『チャップメン』として活動（当時の相方は現鬼ヶ島のアイアム野田）。
その後、2004年4月にコンビ『エレファントジョン』を結成（当時の相方は元アメデオのガッテン森枝）。2010年に第9回漫才新人大賞にて大賞を受賞し、2014年のTHE MANZAIでは決勝へと進出。
2017年3月29日、森枝の裏方転身に伴いエレファントジョンを解散。同年4月4日よりピン芸人『ケン・カトウ』として活動を開始し、同年5月26日に初単独ライブ「ケン・カトウ復帰単独ライブ 〜大ケン・カトウ展〜」(東京・新宿バティオス）を行う。その傍らでピン芸人になってからもどこかに漫才をやりたい意欲があったことから、同年7月放送の「内村てらす」（日本テレビ系）に出演し、安田善紀（元りあるキッズ）とコンビを組み漫才を披露。しかし、正式なコンビ結成には至らなかった。
2017年12月24日、東京・新宿バティオスで自ら新たな相方を探すライブ「ケン・カトウとあたらしい5人」を開催。相方の候補として与座よしあき（元ホーム・チーム）、せとたけお（元ツィンテル）、鈴木奈都（元麦芽）、坂本崇裕（元ドリーマーズ）、チャンス大城の5人が上がる。そして、このライブでの審査の結果から鈴木奈都が選ばれ、2018年3月からコンビ「ムーンライト」を結成。この時点ではまだ“お試し”ではあったが、これ以後はこのコンビでの出演が主となっていた。

### 太田プロダクション時代
そして2018年5月、ムーンライトからコンビ名を『世田谷フレンズ』と改め、正式にコンビで活動することを発表。これに伴い、約20年在籍したプロダクション人力舎から鈴木が所属する太田プロダクションへ移籍となり、芸名も本名である『加藤憲』に戻した。
2019年4月2日、鈴木の体調不良（鈴木本人は「人生修行も兼ねて」とも）による休業（2020年から再始動）に伴い、世田谷フレンズの解散を発表。解散日当日に出演した「せたふれのむねかり」（東京・しもきたドーン）が、世田谷フレンズとしての最後のライブ出演となった。加藤自身は以降も芸人活動を継続し、2019年6月20日に自身のツイッターアカウントにて太田プロダクションを退社、フリーとなった事を発表。

### フリーランス、SMA時代
17LIVE公認ライバーとしてライブ配信活動を開始。岡村嘉顕（元トブ電波、元スペースラジオ）とお試しユニット「御神木」を結成（2020年に『めろんとばくだん』と改名）し、2019年10月に初めて漫才を披露。この頃にソニー・ミュージックアーティスツへ移籍するも、2020年9月20日に新宿で開催されたライブへの出演を最後に岡村が芸人を引退（後に芸人復帰）する事となり解散。
2021年1月よりお笑いコンビ「雷ZINちゃん」にお試しで加入し仮トリオとして活動していたが、同年3月1日より正式加入。同年6月1日にトリオ名を『キングヴィオラ』に改名した。
しかし9月15日、加藤がリングアナに専念したいことからメンバーの方向性からトリオ解散を発表。以降はそれぞれピンでの活動となり（元雷ZINちゃんの2人は後にトリオ「なんとかなるず」を結成）、同年のM-1グランプリでは2回戦へ進出していたが棄権となった。エレファントジョンの解散以降はコンビやトリオの結成と解散を繰り返す形となっている。

### リングアナウンサー
2020年、プロレス好きが高じてプロレスに関わる仕事をしたいとスタッフ募集をしていたDDTプロレスリングの面接を受けるも、即席実況が上手くいかず見送りとなってしまう。しかし諦めきれず再び志願し、芸人活動と平行して参加できる限り会場スタッフとして1年間下積みを行いながらリングアナの修行を行う。
2021年2月20日より、成増アクトホール大会にてリングアナデビューを果たした。2021年から週刊プロレス・プロレスラー名鑑に掲載される。
2022年3月、両国大会の生配信ではダークマッチの配信実況を担当。以降、ビッグマッチや後楽園ホールなどの実況の入る大会ではダークマッチや大会序盤の実況を担当している。7月の後楽園大会（KING OF DDTトーナメント 2022決勝）ではメイン実況の村田晴郎が体調不良のため大会全編の実況を急遽行った。また、選手のネットサイン会を視聴した際に、進行・案内役を付けた方が良いと提案したことから以降は自身が務めるようになる。団体記者会見の司会・進行も多く担当している。
2024年2月20日、DDTから契約解除を発表。SNS上にて契約違反に当たる不適切な発言を行い、会社側で厳重注意を行うも反省を示した態度が見られなかったとして契約解除となった。

## 人物
- 芸人仲間やファンに「カトケン」と呼ばれる。
- 親が航空会社に勤めていた関係で、小学2年生から5年生までの間ブラジル・リオ・デ・ジャネイロに住んでいた帰国子女[22]。しかし、日本人学校に通っていたため、ポルトガル語は少し話せる程度[22]。
- ブログでの文体が非常に特徴的であり、基本的に句点を使わず各文末には「!」（エクスクラメーションマーク）を4つ連続でつける（携帯電話からの更新の場合は3つとなる）。場合により「?」や「♪」なども使われる。（連続することは同じ）。また、語尾も「 - だなぁ!!!!」「 - なんだ!!!!」などと特徴的で、その日の記事の最後は「がはは!!!!」などという高笑いやそれに準ずる一言で終わらせる。このように一見読みづらい文章であるが勢いがあってコミカルなため、おもしろがって芸人仲間によく真似されるという。ファンもまたこの文章を楽しんでいる。
- プロレス好き。芸人によるプロレストークライブ 「プロレス者の集い」のメンバーにも名を連ねている[23]。
- 17 Liveを開設しており、公式ライバーとして定期的に配信を行っている。
- ねづっちは高校の2年先輩[1]。

## 出演

### テレビ
- 内村てらす（日本テレビ、2017年7月25日）- コーナー「芸人お悩み相談所」に出演
- 警視庁ゼロ係〜生活安全課なんでも相談室〜 SEASON5（テレビ東京、2021年6月4日）- 第6話「人気プロレスラー毒殺事件」リングアナウンサー役